# تحریک انصاف پاکستان
تحریک انصاف پاکستان از احزاب پاکستان است که در سال ۱۹۹۶ توسط عمران خان کاپیتان سابق تیم ملی کریکت این کشور تأسیس شده است. این حزب بیشترین رشد را در میان احزاب پاکستان دارد و سیستمی سه حزبی در این کشور به وجود آورده که در آن با هر دوی احزاب چپ «مردم پاکستان» و محافظه‌کار «مسلم لیگ پاکستان (ن)» مقابله می‌کند.
هدف حزب ایجاد دولت رفاه است، که در آن دولت مسؤول آموزش، سلامت و اشتغال شهروندان باشد. حزب از آزادی اندیشه، محو مالیات بر درآمد و برچیدن تبعیض دینی در پاکستان حمایت می‌کند.
حزب خود را مخالف وضع موجود و حاوی مساوات‌خواهی می‌داند. مدعای آن این است که تنها حزب بدون خویشاوندسالاری در میان احزاب جریان اصلی پاکستان است.